# Ansamblul Muzeului Național Secuiesc
Ansamblul Muzeului Național Secuiesc este un ansamblu de monumente istorice aflat pe teritoriul municipiului Sfântu Gheorghe.

Ansamblul este format din următoarele monumente:
- Clădirea muzeului (cod LMI CV-II-m-A-13104.01)
- Locuință custode, azi biroul directorului (cod LMI CV-II-m-A-13104.02)
- Locuință custode (cod LMI CV-II-m-A-13104.03)
- Parcul (cod LMI CV-II-m-A-13104.04)

## Galerie

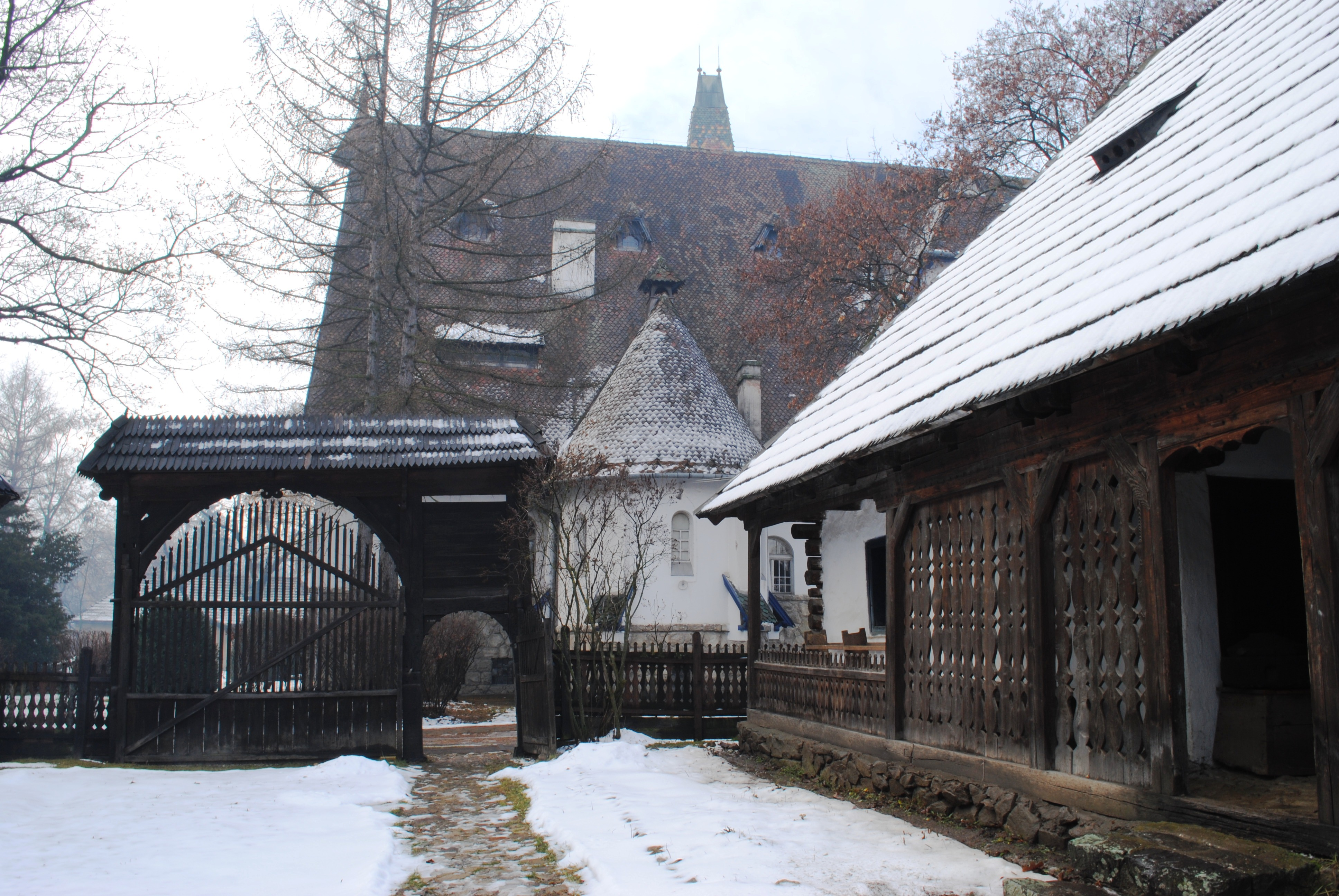
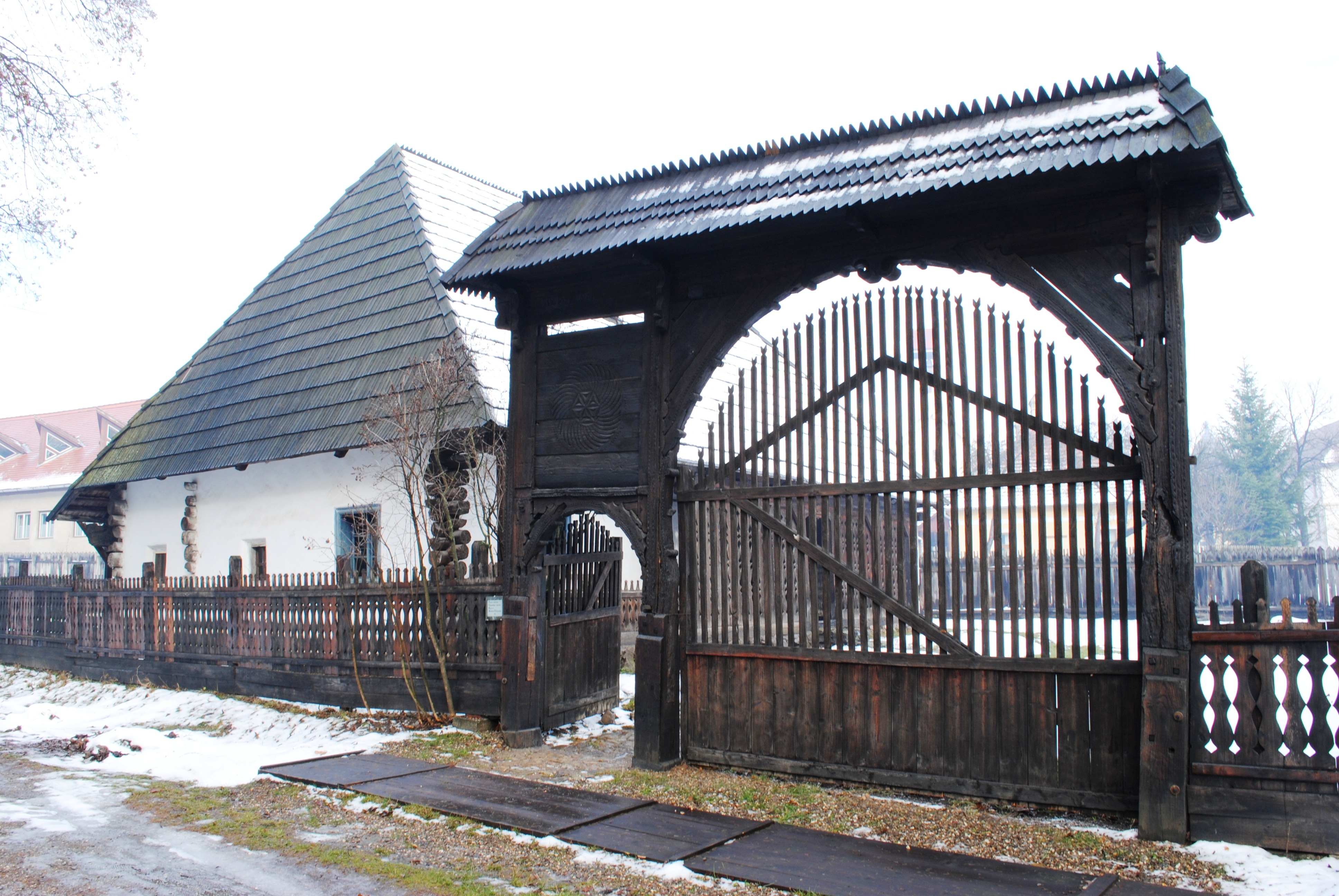
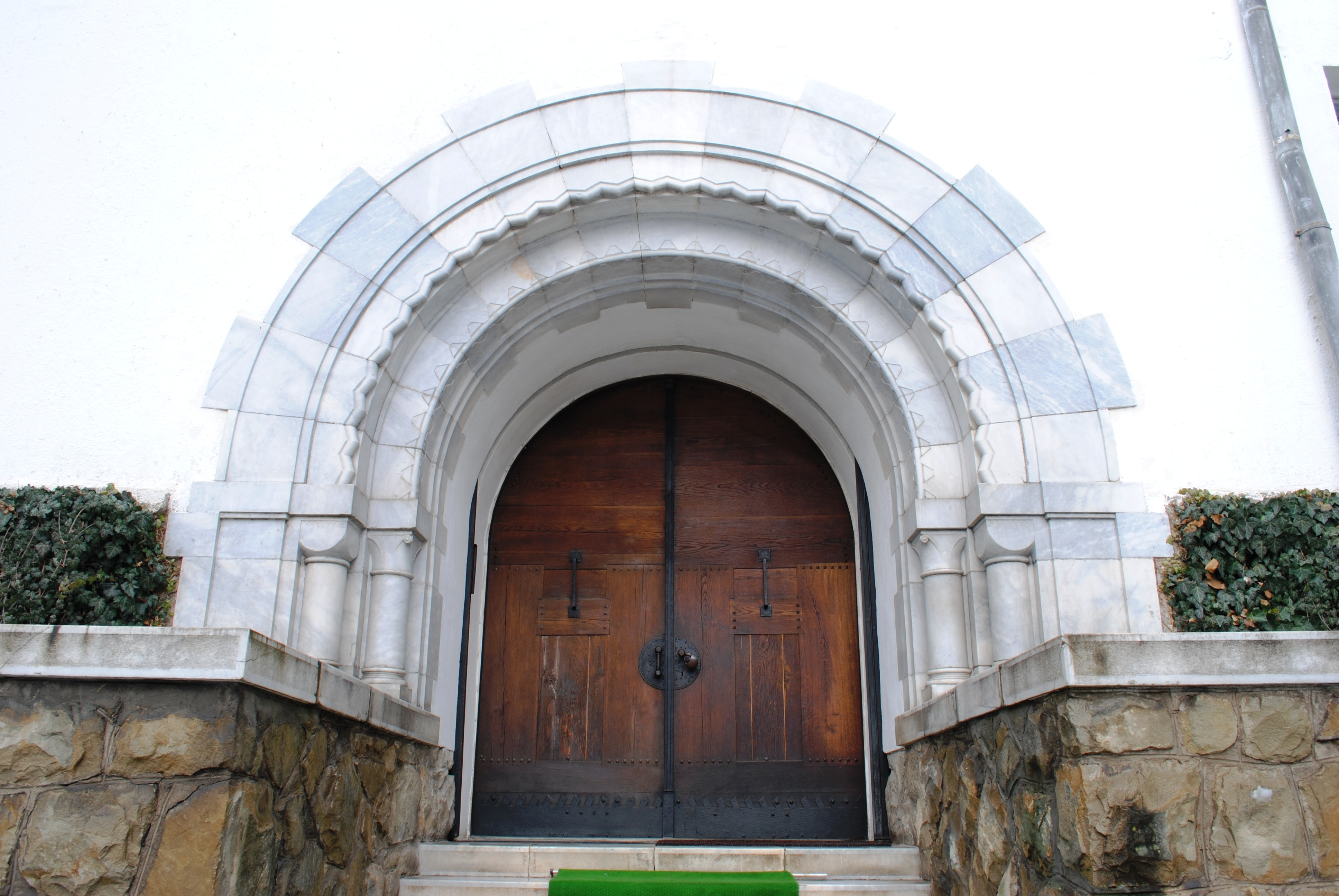
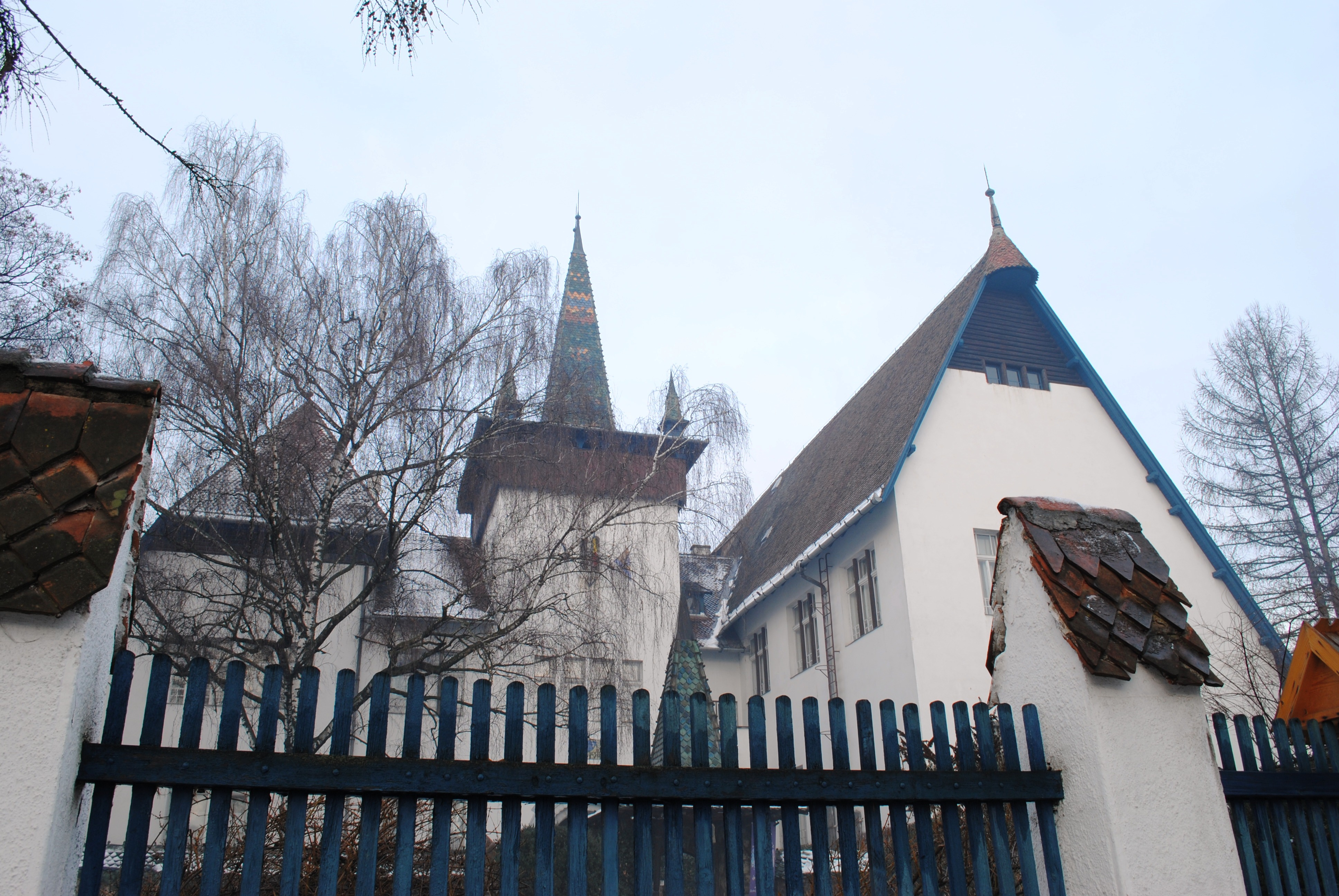
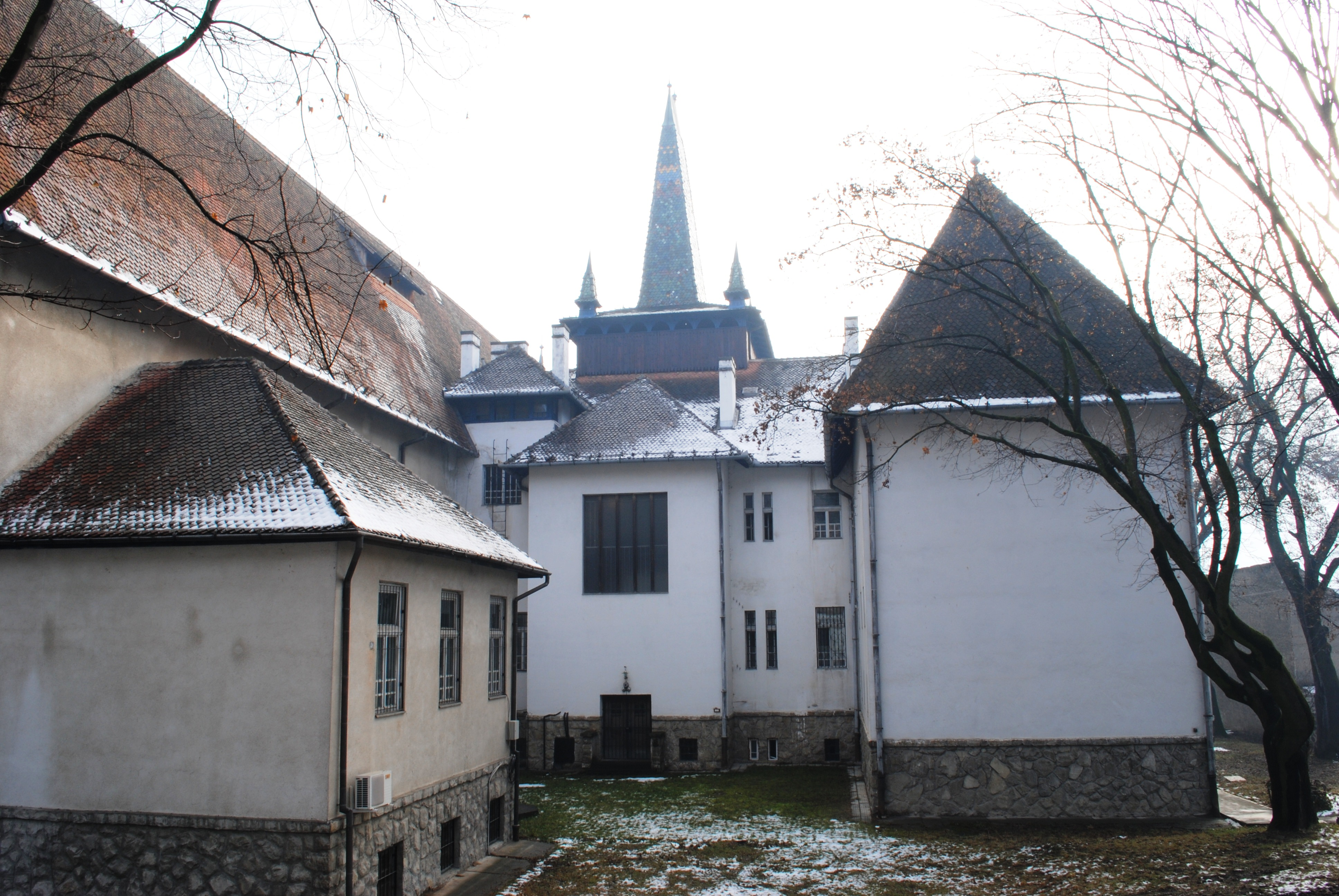